# Fäustling (Berg)
Der Fäustling, auch Edlerkogel genannt, ist eine 1919 Meter hohe Erhebung im Toten Gebirge. Er gehört zum Hetzaukamm, dem wohl einsamsten Teil des Toten Gebirges. Der Name ergibt sich aus seiner charakteristischen Gipfelform, die an eine geschlossene Hand mit ausgestrecktem Daumen erinnert.

## Anstiege
Es gibt keinen markierten Weg auf den Fäustling, und deshalb wird er nur selten bestiegen. Der Weg ist stellenweise mit Steinmandln markiert, und es sind alte Steighilfen und Seile vorhanden. Am höchsten Punkt befinden sich ein kleines Gipfelkreuz, errichtet von Bergkollegen zum Andenken an einen tödlich verunglückten Bergsteiger, und ein Gipfelbuch aus den 90er Jahren.
Empfehlenswert sind ein Tourenstart beim Almtaler Haus entlang der Südost Seite des Karlgrabens oder auch beim Almsee mit Anstieg über den Schneiderberg (1324 m).